# 曽田陵介
曽田 陵介（そた りょうすけ、1997年〈平成9年〉10月24日 - ）は、日本の俳優、モデル。島根県出身。MR8所属。

## 来歴
2016年4月、広島工業大学に入学。2回生の時に大学のミスターコンにエントリーする。
2018年7月5日よりTikTokの投稿を開始し、注目を浴びる。最初の投稿は『オオカミ少女と黒王子』の山﨑賢人の物真似で、姉からの連絡で広く拡散されていることを知った。
2019年8月2日、劇団マージブル第6回公演『胸キュン注意報』へのゲスト出演で初舞台を踏み、俳優としてデビューする。同年12月9日、フジテレビ系月9ドラマ『シャーロック』第10話へのゲスト出演でテレビドラマ初出演を果たす。
2020年1月5日より3月29日までABEMAにて配信された恋愛リアリティ番組『月とオオカミちゃんには騙されない』に出演し、モデルの莉子との関係は「そたりこ」の愛称で人気を集めた。自身のInstagramのフォロワーが18万人ほど増え、街中で声をかけられることが増えたという。同番組の視聴者層が女子高校生中心だったことから「10代女子の知名度99.9パーセント」というキャッチコピーがついた。
2020年3月に大学を卒業。同月から情報バラエティ番組『猫のひたいほどワイド』にレギュラー出演する。2021年2月には『ホリミヤ』で映画に初出演し、同年3月には舞台『弱虫ペダル SPARE BIKE篇〜Heroes!!〜』で舞台初主演を果たす。
2022年3月をもって情報バラエティ番組『猫のひたいほどワイド』を卒業した。同年4月期MBS系ドラマシャワー『不幸くんはキスするしかない!』で佐藤友祐とダブル主演を務め、テレビドラマに初主演する。同時期にTBS系ドラマストリーム『村井の恋』にも出演し、1クールで2本の連続ドラマにレギュラー出演した。
2022年10月3日、オフィシャルサイトおよびオフィシャルファンクラブ「曽田陵介 Official Site」をオープン。
2023年4月期テレビ朝日系火9ドラマ『unknown』でゴールデンタイムの連続ドラマに初めてレギュラー出演した。
2024年11月4日、自身初となるファンミーティング『Sota Ryosuke FAN MEETING 2024』をSHIDAXカルチャーホールにて開催。

## 人物
- スケートボードとビリヤードを趣味としている[16]。
- 大学ではサッカー部に所属し、ビーチサッカーの広島県大会で優勝、全国大会に進出したことがある[17]。
- 憧れの人物として俳優の小栗旬を挙げている[18]。小栗の演技力に魅かれ、それが俳優を目指すきっかけとなった。
- 大学時代に国家資格である工事担任者を取得[19]。
- 左利きである[20]。
- 姉がおり、姉が拾ってきた保護猫1匹を含めて2匹の猫を飼っている。猫の名前は「あずき」と「きなこ」で、2匹ともメスである[21]。

## 出演

### テレビドラマ
- シャーロック 第10話（2019年12月9日、フジテレビ） - 高校生 役[4]
- いとしのニーナ（2020年7月18日 - 9月5日、フジテレビ） - 佐藤直樹 役
- おじさんはカワイイものがお好き。 第2話・第3話（2020年8月20日・27日、読売テレビ） - 茂科莉央の推しアイドル 役
- あのコの夢を見たんです。 第7話（2020年11月14日、テレビ東京） - 後輩 役
- ホリミヤ 第1話・第2話・第5話 - 最終話（2021年2月17日・24日・3月17日 - 31日、MBS / TBS） - 井浦秀 役[22]
- 彼女はキレイだった 第1話・第7話・第8話（2021年7月6日・8月24日・31日、関西テレビ・フジテレビ） - 森田 役[23]
- ドラマ「家、ついて行ってイイですか?」（2021年8月14日 - 9月25日、テレビ東京） - 山中 役[24]
- おしゃ家ソムリエおしゃ子!2（2021年10月9日 - 12月25日、テレビ東京） - バズ・リー 役[25]
- スイートリベンジ 第12話（2021年11月15日、フジテレビ） - ハヤト 役[26]
- 駐在刑事 Season3 第3話（2022年1月28日、テレビ東京） - 城戸昌道 役[27]
- 鹿楓堂よついろ日和 第6話・最終話（2022年2月19日・3月19日、テレビ朝日） - リュウジ 役[28]
- 村井の恋（2022年4月6日 - 5月25日、TBS） - 平井真理 役[12]
- 不幸くんはキスするしかない!（2022年4月22日 - 6月10日、MBSほか） - 主演・福原幸多 役（佐藤友祐とのダブル主演）[29]
- 警視庁・捜査一課長 Season6 第6話（2022年5月19日、テレビ朝日） - 片石耕哉 役
- 理想ノカレシ 第1話（2022年6月1日、TBS） - 平井真理 役[30]
- 彼女、お借りします 第7話（2022年9月4日、ABCテレビ・テレビ朝日） - 中野海 役[31]
- サワコ 〜それは、果てなき復讐（2022年10月2日 - 12月4日、BS-TBS） - 音川健介 役[32]
- 100万回 言えばよかった 第1話（2023年1月13日、TBS）- 橋本健人 役[33]
- unknown（2023年4月18日 - 6月13日、テレビ朝日） - 五十嵐大五郎 役[14]
- around1/4 アラウンド・クォーター（2023年7月9日 - 9月24日、ABCテレビ） - 宮下一真 役[34]
- 転職の魔王様 第4話（2023年8月7日、関西テレビ・フジテレビ） - 綾野周介 役[35]
- トリリオンゲーム 第5話 - 第7話（2023年8月11日 - 25日、TBS）- ヒムロ 役[36]
- 秀吉、スタートアップ企業で働く（2023年9月9日、テレビ東京） - 主演・前田蓮 役（岩﨑大昇とのW主演）[37]
- アオハライド（WOWOW） - 菊池冬馬 役
  - Season1（2023年9月22日 - 11月10日）[38]
  - Season2（2024年1月19日 - 2月23日）[39]
- うちの弁護士は手がかかる 第2話（2023年10月20日、フジテレビ） - 合田修吾 役
- Destiny（2024年4月9日 - 6月4日、テレビ朝日） - 加地卓也 役[40]
- 街並み照らすヤツら（2024年4月27日 - 6月29日、日本テレビ） - シュン 役[41]
- 笑うマトリョーシカ（2024年6月28日 - 9月6日、TBS） - 青山直樹 役[42]
- スノードロップの初恋（2024年10月1日 - 12月17日、関西テレビ・フジテレビ） - 伊勢和真 役[43]
- 民王R 第2話（2024年10月29日、テレビ朝日） - 木下直樹 役[44]
- いつか、ヒーロー（2025年4月6日 - 6月1日、ABCテレビ・テレビ朝日） - 交野瑠生 役[45]
- おっさんのパンツがなんだっていいじゃないか!SP（2025年6月28日、東海テレビ・フジテレビ） - 佐藤周大 役[46]
- 放送局占拠（2025年7月12日 - 、日本テレビ） - 天草樹 役[47][48]

### 映画
- ホリミヤ（2021年2月5日、マイシアターD.D） - 井浦秀 役[10]
- グランギニョール（2022年10月28日、ダブルフィールド） - アマガミ健斗 役[49][50]
- なのに、千輝くんが甘すぎる。（2023年3月3日、松竹） - 山田太郎 役[51]
- 交換ウソ日記（2023年7月7日、松竹） - 米田晴人 役[52]
- 惑星ラブソング（2025年6月13日、ラビットハウス） - 主演・モッチ 役[53][54]
- 映画 おっさんのパンツがなんだっていいじゃないか!（2025年7月4日、ギャガ） - 佐藤周大 役[55]
- WIND BREAKER / ウィンドブレイカー（2025年12月5日公開予定、ワーナー・ブラザース映画） - 佐狐浩太 役[56][57]

### CM
- コーセーコスメポート「FORTUNE」（2020年）[58]
- 広島工業大学「Zの選択」（2021年）[59]
- NHK 中国地方フレッシャーズキャンペーン「#意外と使えるNHK」（2022年）[60]
- ファイントゥデイ資生堂「シーブリーズ」（2022年）[61]
- サカイ引越センター「新生活トータルアドバイザー篇」（2022年〜）
- 伊藤園「お～いお茶 ○やか」（2023年）[62]

### バラエティ・情報番組
- 猫のひたいほどワイド（2020年3月30日 - 2022年3月28日、テレビ神奈川） - 猫の手も借り隊 月曜イエロー→月曜ブルー担当[63]
- ゆなくまかよこちゃん（2020年4月14日、名古屋テレビ） - ゲスト[64]
- あざとくて何が悪いの?（2020年7月25日・2021年3月13日・7月10日・2022年10月24日、テレビ朝日）
- サンデージャポン（2021年4月4日、TBS）[65]
- ゼロイチ（2021年7月3日 - 8月28日、日本テレビ） - 期間限定レギュラー
- 王様のブランチトレンド部（2022年3月19日・11月5日・2023年3月25日、TBS）
- 解決策とかなくていいので 聞いてもらっていいですか?（2023年4月4日、日本テレビ） - 聞き手[66]
- パシャ活〜そたこにしが★推させていただきマス〜（2024年3月11日[67]・12月17日[68]、広島ホームテレビ）

### 配信ドラマ
- いとしのニーナ（2020年5月18日 - 7月6日、FOD） - 佐藤直樹 役[69][70]
- オンラインシネマ「Go!Con!」（2020年5月22日、ABEMA） - ケンタ 役[71]
- ラハイナ・ヌーン（2020年8月14日 - 16日、YouTube） - カイト 役[72]
- 「うち彼」の秘密〜この恋に課金できますか?〜（2020年10月、peep） - 瀬戸湊 役[73][74]
- 酒癖50 第1話（2021年7月15日、AbemaTV） - 春日 役[75]
- スイートリベンジ 第12話（2021年10月5日、FOD） - ハヤト 役[76]
- add9 Code（2021年10月3日 - 11月7日　YouTube） - 後藤龍 役[77]
- イケMEN!〜3分だけのキュン彼氏〜 第5話（2021年12月9日、Spotify、オーディオドラマ） - 大型わんこ系彼氏・ハル 役[78]
- 最愛のひと〜The other side of 日本沈没〜（2021年、Paravi） - 看護師 役[79]
- 人生投資案内人 林田唯（2022年1月5日 - 13日、YouTube） - 朝倉寛太 役[80]
- 覆面D（2022年10月15日 - 11月26日、 ABEMA） - 鶴田源一 役[81]
- ココロノナカ（2022年11月1日、Hulu）
- 目の毒すぎる職場のふたり（2022年11月4日 - 12月9日、Hulu） - 小川大知 役[82]
- ショジョ恋。（2023年3月21日 - 4月17日、FOD） - 田中有希 役[83]
- 夕木真哉は夜、暴く〜殺人遺族カウンセラーの秘密と闇〜（2023年8月7日、YouTube） - 主演・夕木真哉 役[84]
- わたしの好きな人は、（2025年2月21日、BUMP） - 咲村京 役[85]

### 配信バラエティ番組
- 広島原宿化計画。（2019年2月17日 - 11月10日、HOMEぽるぽるTV）[86][87]
- 月とオオカミちゃんには騙されない（2020年1月5日 - 3月29日、AbemaTV）[88]
- 超十代チャンネル（2020年3月30日 - 、YouTube）
- 主役の椅子はオレの椅子（2020年9月16日 - 12月23日、AbemaTV）[89]

### 舞台
- 胸キュン注意報（2019年8月2日、ひと・まちプラザ 北棟6階 マルチメディアスタジオ） - ゲスト[3]
- 青空ハイライト〜from主役の椅子はオレの椅子（2021年2月11日 - 21日、Mixalive TOKYO Theater Mixa） - 雨音 役
- 弱虫ペダル SPARE BIKE篇〜Heroes!!〜（2021年3月19日 - 21日、大阪・サンケイホールブリーゼ / 2021年3月26日 - 28日、東京・日本青年館ホール） - 主演・小野田坂道 役
- パレード（2022年7月16日 - 24日、新国立劇場 小劇場） - 小窪サトル 役[90]
- 日本テレビ開局70年記念舞台『西遊記』（2023年11月3日 - 5日、オリックス劇場 / 11月10日 - 23日、博多座 / 12月27日 - 2024年1月2日、御園座 / 1月6日 - 28日、明治座） - 玉帝・高伯欽 役[91][92]

### ランウェイ
- 東京ガールズコレクション 2020 SPRING/SUMMER（2020年2月29日、国立代々木競技場第一体育館）
- 超十代2020デジタル（2020年3月24日、幕張メッセ国際展示場6・7ホール）[93]
- Rakuten GirlsAward 2022 SPRING/SUMMER（2022年5月14日、幕張メッセ9-11ホール）[94]
- Rakuten GirlsAward 2022 AUTUMN/WINTER（2022年10月8日、幕張メッセ9-11ホール）[95]

### イベント
- 海のぽるフェス in STU48号（2019年11月2日、船上劇場STU48号船内・広島国際フェリーポート）[96]
- 第25回 Seventeen 夏の学園祭 2022（2022年8月25日 - 26日、LINE CUBE SHIBUYA ）[97]
- フェリス女学院大学大学祭 Ferris Festival 2022 トークショー（2022年10月5日、フェリス女学院大学緑園キャンパス）[98]
- 『渋谷天空茶園・超絶リフレッシュ』体験イベント（2023年5月2日、東急プラザ渋谷 17F屋上 SHIBU NIWA ＋ CÉ LA VI TOKYO）[99]
- テレビ愛知 元気あいちプロジェクト『10チャン縁日 2023』（2023年8月13日、久屋大通公園 エディオン久屋広場）[100]

### MV
- ゆりめり「じゃんけん」（2020年8月2日）
- INUMO KUWANEEYO「缶ビール」（2021年7月7日）
- さとうもか「愛はもう」（2022年3月9日）
- wacci「恋だろ」（2022年4月28日）[101]
- KERENMI&あたらよ「ただ好きと言えたら」（2023年7月10日）[102]
- 池内ヨシカツ&大野雄大（Da-iCE）「さあ」（2024年3月9日）[103]

### 雑誌
- GLITTER 3月号（2019年2月7日、トランスメディア）
- Ray 4月号（2020年2月23日、主婦の友社）
- ポポロ 5月号（2020年3月21日、麻布台出版社）
- Popteen 6月号（2020年4月30日、角川春樹事務所）
- W! VOL.35（2023年1月30日、廣済堂出版）
- JUNON 4月号（2023年2月22日、主婦と生活社）

### イメージキャラクター
- 広島工業大学 オープンキャンパス イメージキャラクター（2022年8月）[104]

## 作品

### 写真集
- 曽田陵介ファースト写真集「sota」（2022年10月21日、主婦と生活社）[105] ISBN 978-4391157666

### カレンダー
- 2024年卓上カレンダー『RYOUSUKE SOTA 2024 CALENDAR』（2024年3月27日、幻冬舎）[106] ISBN 978-4-344-04227-8